# Satan Jokers
Satan Jokers (SJ) est un groupe français de heavy metal et power metal, formé en 1979.
Les paroles de certaines chansons ont été écrites avec l'addictologue Laurent Karila.

## Discographie
Albums
- Les Fils du métal (Vertigo, 1983) ;
- Trop fou pour toi (Vertigo, 1984) ;
- III (Vertigo, 1985) ;
- Best Of Live (Brennus Music, 2005) ;
- Hardcore Collectors (Brennus Music, 2008) ;
- SJ 2009 (XIII BIS Records, 2009) ;
- Fetish X (XIII BIS Records, 2009) ;
- Addictions (Rebel Music, 2011) ;
- Psychiatric (Rebel Music, 2013) ;
- Sex Opera (Rebel Music, 2014) ;
- Live Bootleg (Rebel Music, 2014) ;
- Symphönïk Kömmandöh (Brennus Music, 2018).

Maxi 45t
- Les Fils du métal / Quand les héros se meurent (Vertigo, 1983) ;
- Trop fou pour toi / (Bienvenue au) Sabbat (Vertigo, 1984) ;
- Get It On / Pas de Solution (Vertigo, 1985).

Compilations
- Trop fou pour toi (Greatest Hits) (Viper Records, 1984) ;
- Axe Killer Warrior's Set: Les Fils du métal + Trop fou pour toi (Axe Killer Records, 2009).

## Membres
- Michaël Zurita : guitare
- Pascal Mulot : basse, chœurs ;
- Aurélien Ouzoulias : batterie ;
- Renaud Hantson : chant, batterie.

Membres passés
- Pierre Guiraud : chant ;
- Laurent Bernat : basse ;
- Olivier Spitzer : guitare, chœurs
- Stéphane Bonneau : guitare ;
- Marc Varez : batterie.